# Groove High
Groove High est avant tout une série de 12 livres (un livre représentant environ un mois de l'année), l'histoire se déroule autour d'une bande de jeunes ayant tous intégrés l'école artistique de Groove High, au fil des livres nous voyons une évolution des personnages ainsi que l'évolution de leur amitié. Cette série de livres se clôture au 12e tome, la suite fut une adaptation en une série télévisée musicale, diffusée pour la première fois en septembre 2012. La série a été créée par Frédéric Puech et Virgile Troullot et comporte une saison de 26 épisodes. La particularité de la série est que les acteurs ne sont pas les mêmes dans certains pays (comme en France, en Angleterre ou en Allemagne).

## Synopsis
La série raconte la vie de Zoé et de Tom, deux amis qui étudient à Groove High, un établissement artistique.

## Production
Groove High est une co-production française (Nexus Factory) et irlandaise (Telegael). Le en avril 2010 et le tournage en octobre 2011.

## Distribution

### Personnages principaux
- Florian Frin : Tom Mason
- Alice Gingembre : Zoe Myer

### Personnages secondaires
- Ilyas Mettioui : Baz Trobatori
- Dominique Wagner : Victoria « Vic » Benson
- Alexandre Crépet : Duke Kincaid
- Raphaëlle Bruneau : Lena Michelle Fayot
- Bruno Borsu : Lex Turtletaub
- Claire Tefnin : Miriam « Coco » Clarington
- Catherine Conet : Mlle Iris Berens (la principale de Groove High)
- Erwin Grünspan : Dr Khan
- Antoni Lo Presti : Sasha Turtletaub
- Nancy Philippot : Miss Singleton
- Guylaine Gibert : Scoot (le lézard de Zoe)
- Adaptation : Guylaine Gibert et Vincent Bonneau
- Studio : C YOU SOON
- Directeur de Plateau : Lionel Bourguet
- Directrice musicale : Nathalie Stas
- Chant : Hervé Twahirwa et Stéphanie Vondenhoff

## Épisodes
- Épisode 1 : Vic au pays des merveilles
- Épisode 2 : Petite trahison entre amis
- Épisode 3 : Retrouve-moi si tu peux
- Épisode 4 : La belle et la bulle
- Épisode 5 : Fan & Furious
- Épisode 6 : Bienvenue chez les p'tits
- Épisode 7 : L'homme qui voulait vivre ma vie
- Épisode 8 : La vérité si tu mens !
- Épisode 9 : Le fabuleux destin de Zoé Myers
- Épisode 10 : Drôle de drame
- Épisode 11 : Y a-t-il un cuistot dans la salle ?
- Épisode 12 : Rusty à tout prix
- Épisode 13 : Un poison nommé Sacha
- Épisode 14 : Danse avec les fous
- Épisode 15 : Tom, expert en séduction
- Épisode 16 : Le seigneur des râteaux
- Épisode 17 : Mission pas possible
- Épisode 18 : Demain ne ment jamais
- Épisode 19 : Qui veut la peau de Tom Mason
- Épisode 20 : Blanche-Neige et les crétins
- Épisode 21 : Le diable s’habille en Sacha
- Épisode 22 : Cousin Royal
- Épisode 23 : Very Baz Trip
- Épisode 24 : La guerre des écoles
- Épisode 25 : Souviens toi l'hiver dernier
- Épisode 26 : Destination terminale

## Diffusion
La série était diffusée sur Disney Channel en France, en Italie, en Espagne, en Australie, en Nouvelle-Zélande, au Portugal et au Royaume-Uni, sur TV5 Monde pour les pays francophones, Teletoon+ en Pologne et Nickelodeon pour les pays Scandinaves, Arutz HaYeladim en Israël, Televisa pour l'Amérique latine, YLE en Finlande et E-Junior et MBC4 pour les Émirats arabes unis.  